# قشلاق أجي أشمة علي حيدر بيغ (مقاطعة بيله سوار)
قشلاق أجي أشمة علي حیدر بیغ (بالفارسية: قشلاق اجی اشمه علی حیدربیگ) هي منطقة سكنية تقع في إيران في أردبيل. يقدر عدد سكانها بـ 21 نسمة .